# Борисов, Леонид Николаевич
Леони́д Никола́евич Бори́сов (1915, с. Сестрорецк — 1 февраля 1945, Бризен, Польша) — гвардии старший лейтенант, участник Великой Отечественной войны, Герой Советского Союза.

## Биография
Родился в семье рабочего. Окончил начальную школу, затем фабрично-заводское училище, работал слесарем на заводе имени Карла Маркса, затем в Сестрорецке на заводе имени С. П. Воскова. Женился, родилась дочка. Мечтал стать инженером. пришёл в цех завода имени Воскова. В 1939 году призван в РККА Сестрорецким райвоенкоматом Ленинградской области. В 1941 году в Ленинграде учился на курсах Красных Командиров, после их окончания младший лейтенант. Война.
С начала Великой Отечественной войны — на фронте, был ранен в одном из боёв, госпиталь, работа в военкомате. Снова напросился на фронт. К 1945 году гвардии старший лейтенант, командир роты 228-го гвардейского стрелкового полка, 78-й гвардейской стрелковой Висленской дивизии, 33-го гвардейского стрелкового корпуса 5-й гвардейской армии, 1-го Украинского фронта. 1 февраля 1945 года повторил легендарный подвиг Александра Матросова. Бои шли на Западном, левом берегу Одера у населённого пункта Бризен (2 км северо-западнее города Бжег, Польша). Во время наступления командир роты Борисов повёл своих бойцов в бой. В расположение врага ворвался первым вместе со своими бойцами. Исход боя не вызывал сомнения, если бы не оживший пулемёт ДОТа фашистов. Борисов мгновенно принял решение и закрыл амбразуру своим телом. Рота поднялась в атаку и уничтожила последние укрепления врага.
Указом Президиума Верховного Совета СССР от 27 июня 1945 года Л. Н. Борисову было посмертно присвоено звание Героя Советского Союза.
Похоронен в населённом пункте Линден в Польше.

## Память
В 1965 году одну из улиц в Сестрорецке назвали улицей Борисова. На фасаде дома № 1 по этой улице в 1969 году установлена мемориальная доска. О его подвиге можно узнать в музее завода имени Воскова и в краеведческом музее школы № 434 (п. Разлив). В здании старой школы фабрично-заводского ученичества, где учился Борисов, установлена мемориальная доска. В 2003 году в честь Леонида Борисова открыта памятная стела.